# Luis Varela
Luis Varela López (Madrid, 11 de enero de 1943) es un actor español de cine, doblaje, televisión y teatro.

## Carrera
Hizo su debut profesional a los seis años con la Compañía de Doroteo Martí; en el año 1949.

### Cine
Originalmente conocido como Luisito Varela, debuta en el cine en 1956 con la película La espera, de Vicente Lluch. A diferencia del teatro o la televisión, su trayectoria cinematográfica no ha sido especialmente notable y no pasó de interpretar papeles secundarios, la mayor parte de las ocasiones en comedias intrascendentes. No obstante, en su filmografía figuran algunos títulos del cine español destacables, como Los jueves, milagro (1957), de Luis García Berlanga, Historias de la televisión (1965), de José Luis Sáenz de Heredia o Tiovivo c. 1950 (2004), de José Luis Garci.
Aparte de esto, después de haber estado sin hacer cine durante casi veinte años, fue recuperado para la gran pantalla —y el público en general— por Álex de la Iglesia en 2004, apareciendo, también como secundario, en Crimen ferpecto por el que es nominado en la XIX edición de los Premios Goya, como mejor actor de reparto.
En julio de 2014 fue llamado a participar en la película Bendita calamidad, de Gaizka Urresti, tras fallecer trágicamente Álex Angulo.
En 2021 interrumpe su retiro para participar en la película de Camera Café, donde volvió a encarnar al carismático personaje Gregorio Antúnez

### Televisión
Tras la inauguración de Televisión Española en 1956, participa en diferentes espacios dramáticos y de comedia, aunque la popularidad le llega a partir de 1962, de la mano de Fernando García de la Vega con el programa Escala en hi-fi. Inicia entonces una larga trayectoria en la pequeña pantalla, con decenas de personajes interpretados en Estudio 1 o Novela. Además ha protagonizado series infantiles, como Hoy también es fiesta (1972-1973), y comedias, como Lecciones de tocador (1983).
Interpretó el papel de Luciano en la serie Manos a la obra (1998-2000), en la cual ejercía de agente inmobiliario corrupto que ponía en situación comprometida a los protagonistas, aprovechándose de su bondad e inocencia.
Su mayor éxito y reconocimiento se lo debe al papel de Gregorio Antúnez en la serie Camera Café de 2005 a 2009, por el que consiguió varios premios como el premio ATV o el premio de la Unión de Actores. En 2009 participó en la fallida secuela de Camera Café: ¡Fibrilando!.

### Teatro
Debuta en el teatro como actor infantil con la obra La torre sobre el gallinero (1955), con dirección de Fernando Fernán Gómez, con 12 años. Su comienzo en el teatro lírico fue en una producción, que se realizó en el Teatro de la Zarzuela, con Lola Rodríguez en El retablo de maese Pedro, en la que hacía un personaje infantil, en 1953 y dirigía por Rafael Richard. En el Teatro Arriaga con Pan y toros y en Los sobrinos del capitán Grant, en el personaje de Mochila, obra con la que posteriormente se inauguró el nuevo Teatro de Madrid.
En 1991 colaboró con el Teatro de la Zarzuela, para participar en un homenaje a José Luis Alonso Mañés, con La Revoltosa, haciendo el personaje del Tiberio y desde entonces ha estado muy ligado a este teatro. También destaca su papel en La del manojo de rosas.

### Doblaje
Debuta como actor de doblaje en 1961 en los estudios Fono España de Madrid. Participa en decenas de títulos a lo largo de más de treinta años, ya fuera en calidad de actor o director, doblando en varias ocasiones al actor inglés Richard O'Sullivan. Durante muchos años, también ha ejercido como director y ajustador de doblaje.
Como curiosidad, hay que destacar que también participó en el doblaje de Los caballeros del zodíaco, prestando su voz en los primeros episodios a Shiryu, el caballero del dragón. En Superman: The Movie de 1978, dobló su voz al fotógrafo Jimmy Olsen.
En 1978 participó en el doblaje al castellano de la versión musical de Jeff Wayne de La guerra de los mundos actuando como el artillero.
En 1990 colaboró en el redoblaje de la quinta temporada de la serie El equipo A para Antena 3 Televisión prestando su voz a Templeton "Face" Peck (Fénix en España y Faz en Latinoamérica).
En 2009 dobló a Carl Fredicksen (Ed Asner), el protagonista de Up, película de animación de Pixar.
En 2018 dobló a Dick Van Dyke en la secuela El regreso de Mary Poppins de Disney, donde dio vida a Mr. Dawes Jr.

## Vida privada
Estuvo casado con Magdalena Durán desde 1966 hasta 2007, cuando ella falleció. Es padre de Cristian (1975), artista techno, y de Luis, mánager de este. Entre sus familiares más conocidos se encuentra su hermano, Emilio Varela, el pianista de Por la mañana (1987), con Jesús Hermida y su sobrino, Miguel Ángel Varela, actor de doblaje e hijo del anterior. Su abuelo, Pablo López Martínez, tenía una compañía de zarzuela y además era tenor cómico.

## Trabajos

### Filmografía
- Piedras vivas (1956), de Raúl Alfonso.
- La espera (1956), de Vicente Lluch.
- Los jueves, milagro (1957), de Luis García Berlanga.
- El Salvador (1959), de Joseph Breen.
- La verbena de la Paloma (1963), de José Luis Sáenz de Heredia.
- Cumbite (1964), de Tomás Gutiérrez Alea.
- Un español en la corte del rey Arturo (1964), de Fernando García de la Vega.
- Historias de la televisión (1965), de José Luis Sáenz de Heredia.
- Nuevo en esta plaza (1966), de Pedro Lazaga.
- La ciudad no es para mí (1966), de Pedro Lazaga.
- Los guardiamarinas (1967), de Pedro Lazaga.
- Los chicos con las chicas, (1967)
- ¡Dame un poco de amooor...!, (1968)
- Long-Play, (1968)
- La última moda, (1969)
- La tonta del bote (1970), de Juan de Orduña.
- El gran Almirante de nuestro tiempo (1971), de Adriano del Valle (Voz).
- Secuestro a la española (1972), de Mateo Cano.
- Pisito de solteras, (1972)
- Las señoritas de mala compañía (1973), de José Antonio Nieves Conde.
- Cuando los niños vienen de Marsella (1974), de José Luis Sáenz de Heredia.
- El calzonazos (1974), de Mariano Ozores.
- Una chica y un señor (1974), de Pedro Masó.
- Solo ante el Streaking (1975), de José Luis Sáenz de Heredia.
- A la legión le gustan las mujeres... y a las mujeres, les gusta la legión (1976), de Rafael Gil.
- Volvoreta (1976), de José Antonio Nieves Conde.
- Estimado Sr. juez... (1978), de Pedro Lazaga.
- ...Y al tercer año, resucitó (1980), de Rafael Gil.
- Es peligroso casarse a los 60 (1981), de Mariano Ozores.
- Pepe, no me des tormento (1981), de José María Gutiérrez.
- La tía de Carlos (1981), de Luis María Delgado.
- Cristóbal Colón, de oficio... descubridor (1982), de Mariano Ozores.
- Todo es posible en Granada (1982), de Rafael Romero Marchent.
- Jane, mi pequeña salvaje (1982), de Eligio Herrero.
- El Cid Cabreador (1983), de Angelino Fons.
- Cuando Almanzor perdió el tambor (1984), de Luis María Delgado.
- Muñecas de trapo (1984), de Jorge Grau.
- La venganza de don Mendo, (1988)
- Hermana, pero ¿qué has hecho? (1995) , de Pedro Masó.
- Tiovivo c. 1950 (2004), de José Luis Garci.
- Crimen ferpecto (2004), de Álex de la Iglesia.
- Fuera de carta (2008), de Nacho G. Velilla
- 219 (Cortometraje), (2008)
- Balada triste de trompeta (2010), de Álex de la Iglesia.
- Pájaros de papel (2010), de Emilio Aragón.
- Promoción fantasma (2012), de Javier Ruiz Caldera.
- Blockbuster (2013), de Tirso Calero
- El clavo de oro, (2014)
- Bendita calamidad (2015), de Gaizka Urresti.
- Rey gitano (2015), de Juanma Bajo Ulloa.
- En tu cabeza, (2016)
- Suegro y suegra (Cortometraje), (2016)
- El precio de la risa (Documental), (2017)
- El crack cero (2019), de José Luis Garci.
- Lo dejo cuando quiera (2019), de Carlos Therón.
- Camera Café: la película (2022), de Ernesto Sevilla

### Televisión
- Sabuesos
  - Socios y detectives (7 de agosto de 2018)
- Algo que celebrar
  - La boda de mi hermano (7 de enero de 2015)
  - Ave María Purísima (14 de enero de 2015)
  - El cumpleaños de la abuela (21 de enero de 2015)
  - El novio de mamá (28 de enero de 2015)
  - La fiesta sorpresa (4 de febrero de 2015)
  - La novia de papá (11 de febrero de 2015)
  - No somos nadie (18 de febrero de 2015)
  - La caída de la casa Navarro (25 de febrero de 2015)
- Bienvenidos al Lolita
  - Bienvenidos al Lolita (7 de enero de 2014)
  - Abuela de día, cabaretera de noche (14 de enero de 2014)
  - Lo verde empieza en los Pirineos (21 de enero de 2014)
  - El hermano rarito de Garritas (28 de enero de 2014)
  - El teorema del beso con lengua (4 de febrero de 2014)
  - La pandilla basura (11 de febrero de 2014)
  - En el alambre (18 de febrero de 2014)
  - El último viaje a Egipto (25 de febrero de 2014)
- El barco
  - «La noche de Reyes» (5 de enero de 2012)
- BuenAgente
  - «Cinco meses y cuatro días después...» (28 de octubre de 2011)
  - «En la cola del paro» (4 de noviembre de 2011)
  - «Los ángeles de Charlie» (25 de noviembre de 2011)
  - «El buen agente» (2 de diciembre de 2011)
- Cheers
  - «La hija del míster» (18 de septiembre de 2011)
- ¡Fibrilando!
  - Episodio del 13 de septiembre de 2009
  - Episodio del 4 de octubre de 2009
  - Episodio del 11 de octubre de 2009
  - Episodio del 18 de octubre de 2009
  - Episodio del 25 de octubre de 2009
  - Episodio del 1 de noviembre de 2009
- Hermanos y detectives
  - El secreto de Roque Peralta (13 de septiembre de 2006)
  - El caso del asesino gordo (20 de septiembre de 2006)
  - El extranjero solitario (27 de septiembre de 2006)
- Camera Café
  - Episodio 1 (2005)
  - Episodio 2 (2005)
  - Episodio 3 (2005)
  - Episodio 4 (2005)
  - Episodio 5 (2005)
  - Episodio 6 (2005)
  - Episodio 7 (2005)
  - Episodio 8 (2005)
  - Episodio 9 (2005)
  - Episodio 10 (2005)
  - Episodio 11 (2005)
  - Episodio 12 (2005)
  - Episodio 13 (2005)
  - Episodio 14 (2005)
  - Episodio 15 (2005)
  - Episodio 38 (2005)
  - Tranquila (11 de diciembre de 2006)
  - Espejito, espejito (11 de enero de 2007)
  - Nos miran (22 de enero de 2007)
  - Con mucho tacto (8 de febrero de 2007)
  - El negociador (24 de abril de 2009)
  - Episodio del 21 de octubre de 2007
  - Episodio del 4 de noviembre de 2007
  - Episodio del 8 de julio de 2008
  - Episodio del 13 de julio de 2008
  - Episodio del 11 de septiembre de 2008
  - Episodio del 10 de noviembre de 2008
- El inquilino
  - La llegada (5 de septiembre de 2004)
  - Un humano llamado Leo (12 de septiembre de 2004)
  - Una noche loca (7 de noviembre de 2004)
  - Almas gemelas (14 de noviembre de 2004)
  - Polvos mágicos (28 de noviembre de 2004)
  - Despedida embarazosa (28 de noviembre de 2004)
  - Solo ante el peligro (2004)
  - Atando cabos (2004)
  - Tapando agujeros (2004)
  - Secretos (2004)
  - Vienen a por Leo (2004)
  - Córrete una juerga (2004)
  - Una noche loca II (2004)
- ¿Se puede? (7 de agosto de 2004)
- 7 vidas
  - «Finding mi papa» (27 de abril de 2004)
- La vida de Rita
  - Episodio 12 (16 de agosto de 2003)
- Papá
  - Familia no hay más que una (18 de enero de 2001)
  - Proverbio chino (8 de febrero de 2001)
- Abierto 24 horas
  - «Genes» (1 de enero de 2001)
- Jacinto Durante, representante
  - Hola papá, adiós papá (12 de abril de 2000)
- El comisario
  - «La jaula del grillo» (13 de marzo de 2000)
- Puerta con puerta
  - Dos no se casan si una no quiere (27 de julio de 1999)
- Manos a la obra
  - Vaya pavo (17 de diciembre de 1998)
  - Papel timbrado (21 de enero de 1999)
  - Pasarela chapuzas (25 de febrero de 1999)
  - El sueño americano (4 de marzo de 1999)
  - Pleno al quince (15 de abril de 1999)
  - Encuentros en la tercera edad (22 de abril de 1999)
  - Dos bajo par (16 de septiembre de 1999)
  - Elemental, querido Tato (4 de noviembre de 1999)
  - Patrimonio de la humanidad (16 de diciembre de 1999)
  - El búnker de don Odón (6 de febrero de 2001)
  - ¡Toma mochuelo! (22 de marzo de 2001)
- Don Juan itinerante (Película de televisión), (1998)
- Hermanas
  - «Jaque al bulldog» (1 de enero de 1998)
- Pasen y vean
  - Con los ojos del otro (27 de febrero de 1997)
  - Sublime decisión (30 de junio de 1997)
- La revista
  - Yo soy casado, señorita (28 de marzo de 1996)
  - «Los inseparables» (18 de abril de 1996)
  - «Las de armas tomar» (23 de mayo de 1996)
  - «Qué lata ser millonario » (30 de mayo de 1996)
- Canguros
  - No me maltrates (21 de octubre de 1994)
- Compuesta y sin novio
  - «Luna de miel» (26 de septiembre de 1994)
  - «Encuentro en Madrid» (3 de octubre de 1994)
- Habitación 503
  - Un nuevo botones (20 de septiembre de 1993)
- Farmacia de guardia
  - Te amaré hasta que me harte (13 de mayo de 1993)
- Primera función
  - Una noche en su casa, señora (26 de enero de 1989)
  - El caso de la señora estupenda (23 de marzo de 1989)
  - El cuervo (23 de noviembre de 1989)
- Tarde de teatro
  - Un paraguas bajo la lluvia (28 de diciembre de 1986)
- La comedia musical española
  - Las leandras (15 de octubre de 1985)
  - ¡Cinco minutos nada menos! (12 de noviembre de 1985)
  - La cuarta de A. Polo (19 de noviembre de 1985)
  - Ana María (26 de noviembre de 1985)
  - El sobre verde (24 de diciembre de 1985)
- Teatro
  - La mosca en la oreja (14 de agosto de 1984)
- Cinco minutos nada menos (Película de televisión), (1984)
- La comedia
  - El baile de los ladrones (20 de diciembre de 1983)
  - La señorita de Trevélez (24 de enero de 1984)
- Lecciones de tocador
  - El huérfano (6 de octubre de 1983)
  - Use el autobús (13 de octubre de 1983)
  - Los bajos fondos (20 de octubre de 1983)
  - La sueca (27 de octubre de 1983)
  - El ídolo de América (3 de noviembre de 1983)
  - Oferta de trabajo (10 de noviembre de 1983)
  - El mejor amante del mundo (17 de noviembre de 1983)
  - La primera conquista (24 de noviembre de 1983)
  - La estrella (1 de diciembre de 1983)
  - Hacienda somos dos (8 de diciembre de 1983)
  - Mesalina, S.A. (15 de diciembre de 1983)
  - El último vicio (22 de diciembre de 1983)
- Don Quijote de la Mancha, (1979-1980)
- Teatro breve
  - El tío de Alcalá (29 de noviembre de 1979)
  - Gazpacho andaluz (24 de enero de 1980)
  - La criatura (30 de mayo de 1980)
- Teatro estudio
  - El pato silvestre (14 de octubre de 1977)
- El teatro
  - Cuatro corazones con freno y marcha atrás (26 de septiembre de 1977)
  - Tres sombreros de copa (21 de abril de 1978)
- Palabras cruzadas
  - Memoria de un crimen (22 de julio de 1977)
- Mujeres insólitas
  - El ángel atosigador (1 de febrero de 1977)
  - La segunda señora Tudor, Ana Bolena (8 de febrero de 1977)
  - Ana de Mendoza, princesa de Éboli (15 de febrero de 1977)
  - Teresa  Cabarrús, Nuestra señora de Termidor (22 de febrero de 1977)
  - La sierpe del Nilo, Cleopatra (1 de marzo de 1977)
  - La reina después de muerta (Inés de Castro), (8 de marzo de 1977)
  - La reina loca de amor (Juana de Castilla), (15 de marzo de 1977)
  - "La viuda roja" Margarita Steinheil (22 de marzo de 1977)
- El pícaro
  - «De cómo la vanidad es mala compañía para andar por caminos y posadas» (22 de enero de 1975)
- La cometa naranja
  - Riquet, el de Copete (8 de julio de 1974)
- Hora once
  - «Doble error» (28 de enero de 1974)
- Animales racionales
  - «Nuestros amigos irracionales» (23 de mayo de 1973)
- Hoy también es fiesta
  - Episodio del 30 de octubre de 1972
  - Episodio del 6 de noviembre de 1972
  - Episodio del 13 de noviembre de 1972
  - Episodio del 14 de marzo de 1973
  - Episodio del 21 de marzo de 1973
  - Episodio del 28 de marzo de 1973
- Stop
  - Apuesta fatal (3 de octubre de 1972)
- Buenas noches, señores
  - «Nuestro hogar» (14 de junio de 1972)
- Juegos para mayores
  - Comedor reservado (18 de enero de 1971)
- Remite: Maribel
  - «La llave de la despensa» (29 de julio de 1970)
  - Un romance (5 de agosto de 1970)
- Cuando se prefiere a un hijo (Cortometraje para televisión), (1970)
- Vivir para ver
  - «A Las cinco de otras tardes» (3 de septiembre de 1969)
- La risa española
  - «Los 38 asesinatos y medio del Castillo Hull» (14 de marzo de 1969)
  - Usted es Ortiz (16 de mayo de 1969)
  - La vida privada de mamá (8 de junio de 1969)
  - «El sombrero de copa» (13 de junio de 1969)
  - «Todos eran de Toronto» (20 de junio de 1969)
- Pequeño estudio
  - «Un día en la gloria» (3 de enero de 1969)
- El premio
  - Unos instantes (11 de noviembre de 1968)
- Estudio 1
  - Miedo al hombre (2 de julio de 1968)
  - El puente (3 de septiembre de 1968)
  - El pueblo veraniego (24 de septiembre de 1968)
  - La encantadora familia Bliss (3 de diciembre de 1968)
  - Un paraguas bajo la lluvia (11 de febrero de 1969)
  - De profesión sospechoso (13 de mayo de 1969)
  - El santo de la Isidra (14 de mayo de 1971)
  - Con la vida del otro (4 de junio de 1971)
  - La señorita de Trevélez (30 de julio de 1971)
  - La casa de Quirós (21 de enero de 1972)
  - La hidalga limosnera (31 de marzo de 1972)
  - El avaro (14 de abril de 1972)
  - El Padre Pitillo (9 de mayo de 1972)
  - La otra orilla (27 de octubre de 1972)
  - La vida privada de mamá (24 de noviembre de 1972)
  - Carmelo (15 de diciembre de 1972)
  - La muchacha del sombrerito rosa (5 de enero de 1973)
  - Primavera en la Plaza de París (12 de enero de 1973)
  - En la ardiente oscuridad (13 de abril de 1973)
  - Don Juan Tenorio IV (2 de noviembre de 1973)
  - De la noche a la mañana (15 de febrero de 1974)
  - Los Galeotes (22 de marzo de 1974)
  - La viudita naviera (6 de junio de 1976)
  - Cuatro corazones con freno y marcha atrás (26 de septiembre de 1977)
  - Don Gil de las calzas verdes (28 de marzo de 1978)
  - Tres sombreros de copa (20 de abril de 1978)
  - Al final de la cuerda (18 de abril de 1979)
  - Que viene mi marido (15 de mayo de 1981)
  - La mosca en la oreja (14 de agosto de 1984)
- La familia Colón
  - Miss Publicidad (10 de marzo de 1967)
- Tú tranquilo
  - Un pobre señor (21 de agosto de 1965)
- Teatro para todos
  - La muerte le sienta bien a Villalobos (8 de agosto de 1965)
- Don José, Pepe y Pepito  (1965)
- Teletipos
  - Clemente, El Bonito (28 de julio de 1964)
- Escuela de maridos
  - Lecciones de puntualidad (29 de febrero de 1964)
  - Aprenda a conversar con su mujer (11 de abril de 1964)
- Tengo un libro en las manos
  - Victoria (4 de febrero de 1964)
- Primera fila
  - Recuerdo a mamá (8 de enero de 1964)
  - Un marido de ida y vuelta (15 de enero de 1964)
  - Angelina o el honor de un brigadier ((13 de mayo de 1964)
  - Una noche de primavera sin sueño (5 de agosto de 1964)
  - La honradez de la cerradura (30 de septiembre de 1964)
  - Don José, Pepe y Pepito (20 de enero de 1965)
- Teatro de familia
  - Diálogos de Nochevieja (31 de diciembre de 1963)
  - Pescando cónyuges (25 de junio de 1964)
  - Los maletillas (7 de octubre de 1964)
- Novela
  - Época de examen (1 de julio de 1963)
  - El fantasma de Canterville (3 de agosto de 1964)
  - Mujercitas (30 de noviembre de 1964)
  - En vano (22 de enero de 1968)
  - Los cascabeles de la locura (1 de julio de 1968)
  - Los que no tienen paz (2 de septiembre de 1968)
  - Los que no tienen paz II (3 de septiembre de 1968)
  - Los que no tienen paz III (4 de octubre de 1968)
  - Los que no tienen paz IV (5 de octubre de 1968)
  - Los que no tienen paz V (6 de octubre de 1968)
  - El abuelo tiene 30 años (3 de febrero de 1969)
  - La gitanilla (13 de abril de 1970)
  - Gabriel y Galán V (26 de junio de 1970)
  - La pequeña Dorrit XII (12 de enero de 1971)
  - La pequeña Dorrit XIII (13 de enero de 1971)
  - La pequeña Dorrit XIV (14 de enero de 1971)
  - La pequeña Dorrit XV (15 de enero de 1971)
  - La pequeña Dorrit XVIII (20 de enero de 1971)
  - Consultorio sentimental (25 de enero de 1971)
  - Ensayo general para un Siglo de Oro IV (18 de febrero de 1971)
  - La caña de pescar (29 de marzo de 1971)
  - El anticuario (16 de agosto de 1971)
  - El hotel encantado (22 de mayo de 1972)
  - Grandes esperanzas VI (12 de febrero de 1973)
  - Grandes esperanzas VII (13 de febrero de 1973)
  - Grandes esperanzas VIII (14 de febrero de 1973)
  - Grandes esperanzas IX (15 de febrero de 1973)
  - Grandes esperanzas X (16 de febrero de 1973)
  - Grandes esperanzas XI (19 de febrero de 1973)
  - Grandes esperanzas XII (20 de febrero de 1973)
  - Grandes esperanzas XIII (22 de febrero de 1973)
  - Grandes esperanzas XIV (23 de febrero de 1973)
  - Grandes esperanzas XV (26 de febrero de 1973)
  - El hombre de los aplausos (10 de enero de 1977)
  - La ilustre fregona (30 de octubre de 1978)
- Escala en hi-fi
  - Episodio del 17 de junio de 1962
  - Episodio del 22 de octubre de 1962
  - Episodio del 9 de diciembre de 1962
  - Episodio del 15 de febrero de 1963
  - Episodio del 5 de marzo de 1963
  - Episodio del 21 de marzo de 1963
  - Episodio del 17 de junio de 1963
  - Episodio del 22 de octubre de 1963
  - Episodio del 9 de diciembre de 1963
  - Episodio del 15 de febrero de 1964
  - Episodio del 5 de marzo de 1964
  - Episodio del 21 de marzo de 1964
  - Episodio del 17 de junio de 1964
  - Episodio del 22 de octubre de 1964
  - Episodio del 15 de febrero de 1965
  - Episodio del 21 de marzo de 1965
  - Episodio del 17 de junio de 1965
- Gran teatro
  - Los días felices (25 de enero de 1962)

### Teatro y Zarzuela (selección)
- Los sobrinos del capitán Grant (Fecha desconocida)
- La canción del olvido (Fecha desconocida)
- Genoveva de Bravante (1949) (debut)
- El retablo de maese Pedro (1953)
- Tres sombreros de copa (1983)
- El arrogante español (1991)
- Pan y toros (1993)
- Títeres de la luna (1994), de Jorge Márquez
- La fierecilla domada (1995)
- La plasmatoria (1996)
- Carlota (1997)
- Don Juan Tenorio (1997)
- La Gran Vía (1998)
- La dama duende (1998)
- Don Gil de las calzas verdes (1999)
- Los gavilanes (2000)
- Serafín el pinturero (2002)
- Usted tiene ojos de mujer fatal (2003)[2]
- Tú y yo somos tres (2004)[3]
- La decente (2005)
- La del manojo de rosas (2003-2006)
- La Revoltosa (1962-2008)
- El rey que rabió (2009)
- La calesera (2009)
- Héroes (2016)

## Premios y candidaturas
Premios Anuales de la Academia "Goya"
| Año  | Categoría                                 | Película        | Resultado |
| ---- | ----------------------------------------- | --------------- | --------- |
| 2004 | Mejor interpretación masculina de reparto | Crimen ferpecto | Candidato |

Premios de la Unión de Actores
| Año  | Categoría                            | Película       | Resultado |
| ---- | ------------------------------------ | -------------- | --------- |
| 2008 | Mejor actor de reparto de televisión | Camera Café    | Ganador   |
| 2008 | Mejor actor de reparto de cine       | Fuera de carta | Candidato |

Premios de la Academia de la Televisión de España
| Año  | Categoría            | Película    | Resultado |
| ---- | -------------------- | ----------- | --------- |
| 2006 | Mejor actor de serie | Camera Café | Ganador   |

Otros
- Premio al "mejor actor de Zarzuela" concedido por el Teatro Campoamor, en 2006.
- "Camaleón de Honor" del Festival de cine y televisión de Islantilla por toda su trayectoria, en 2008.
- Premio del Festival Internacional de Televisión y Cine Histórico de León por su papel en Camera Café, en 2009.
- Premio especial "Paco Martínez Soria" del XIV Festival de Cine de Comedia de Tarazona y el Moncayo, en 2017.[4]